# Capsule éjectable

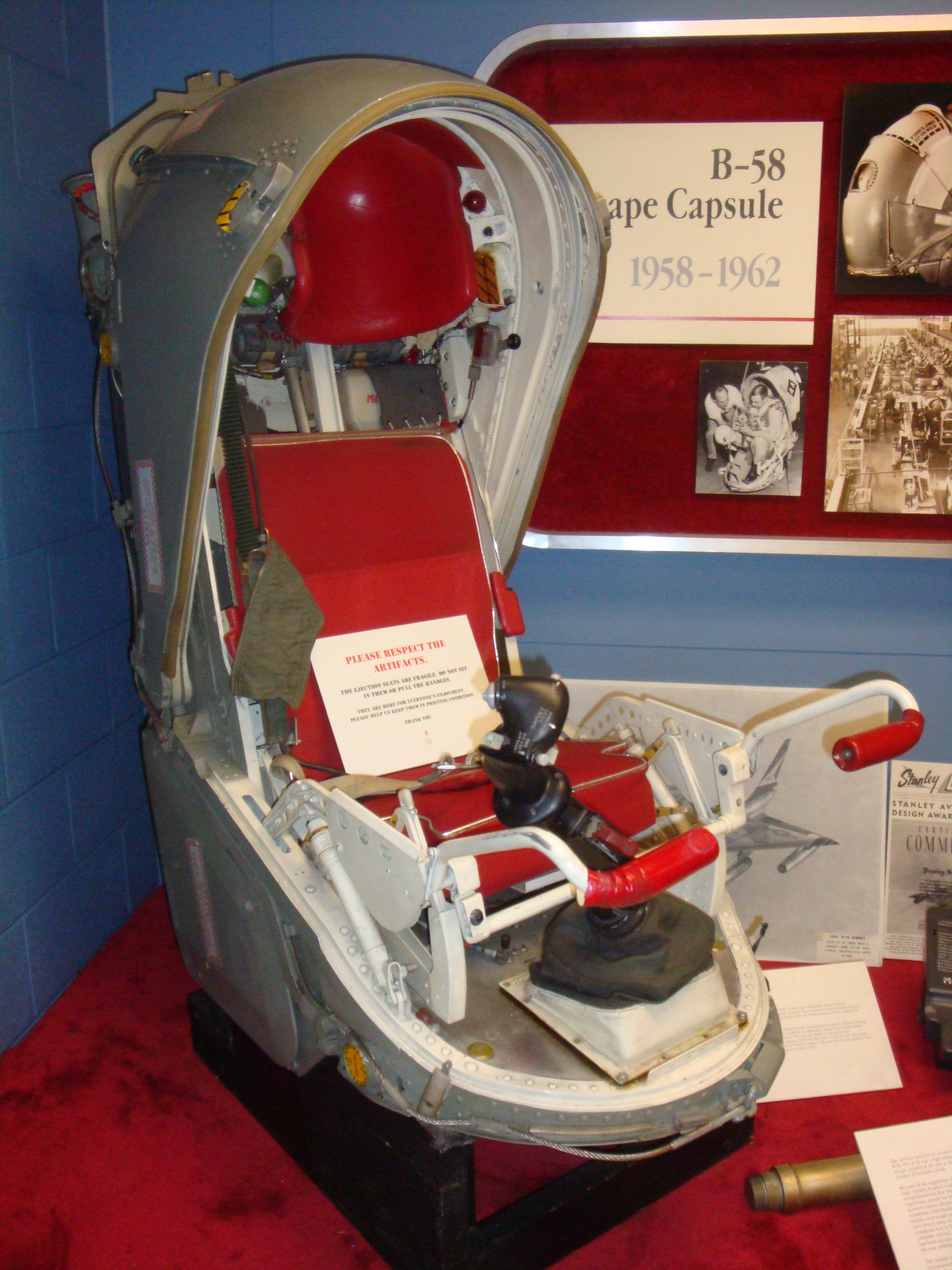
Une capsule individuelle du B-58 Hustler, en position ouverte.

En aéronautique, une capsule éjectable (en anglais : Escape crew capsule) est une capsule de sauvetage permettant à un ou plusieurs occupants d'un avion ou d'un vaisseau spatial d'évacuer le véhicule alors qu'il évolue dans des conditions extrêmes, comme une altitude et/ou une vitesse élevées. L'occupant demeure encapsulé et protégé jusqu'à ce qu'il arrive dans un environnement convenable pour une exposition extérieure, ou jusqu'à ce que la capsule atteigne le sol.

## Types de capsules éjectables

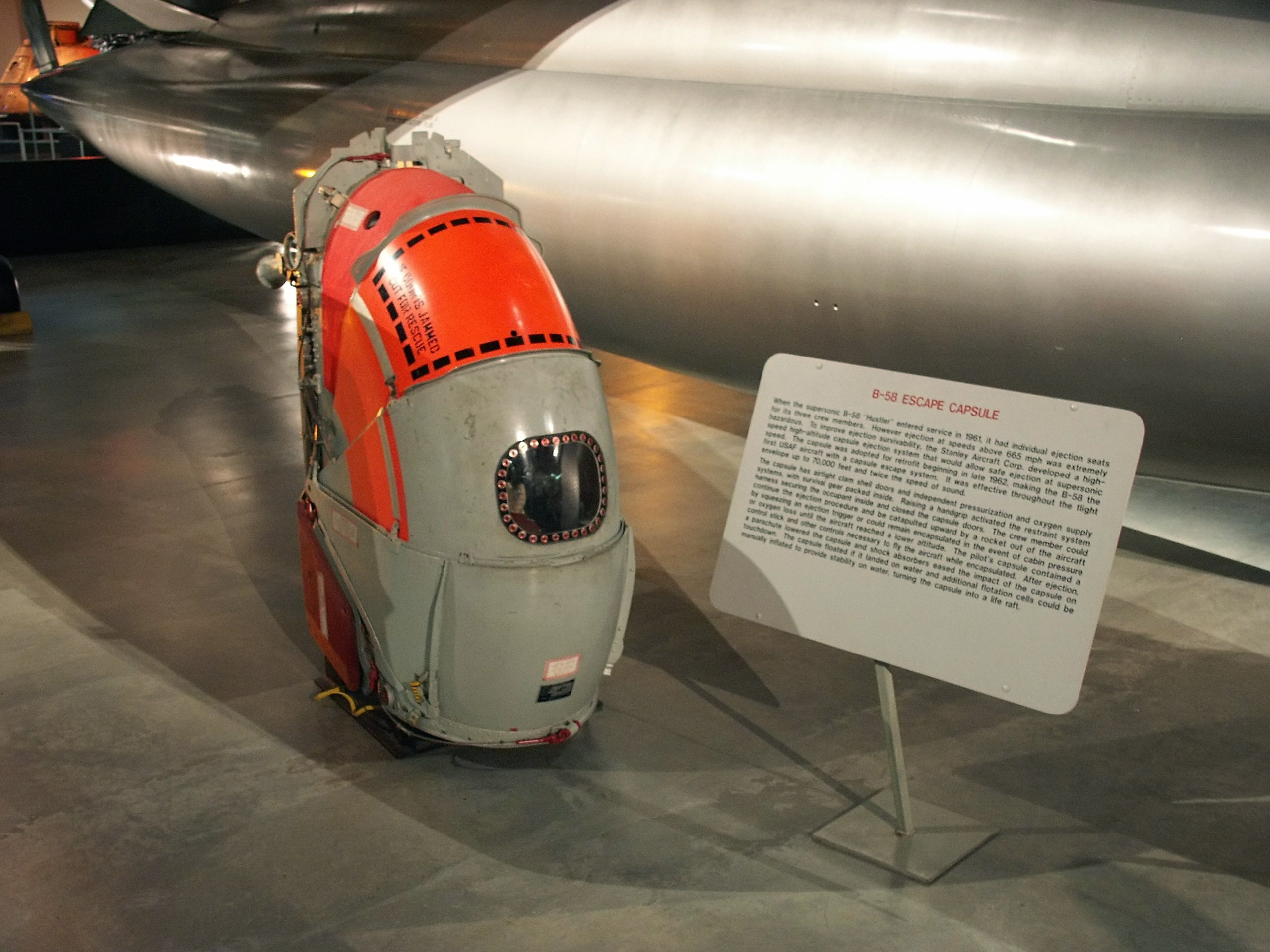
Une capsule éjectable individuelle du B-58 Hustler, en position fermée, telle qu'elle se présente avant l'éjection.

Il existe deux types de capsules éjectables :
- Les capsules individuelles (une par membre d'équipage) ;
- Les systèmes qui éjectent l'intégralité du cockpit, à l'aide d'une cabine éjectable ;

Quelques avions militaires des Forces armées des États-Unis possèdent des capsules/cabines éjectables :
- Le bombardier de type « Mach 2 » B-58 Hustler et le prototype de bombardier « Mach 3 » XB-70 Valkyrie possédaient des capsules éjectables individuelles. Un système d'éjection de cabine fut également testé pour l'XB-70. Les capsules du B-58 étaient dotées d'un manche à balai, d'une bouteille d'oxygène et d'un parachute de freinage ;
- L'avion d'interdiction F-111 Aardvark faisait appel à l'éjection de l'intégralité de son cockpit, grâce à une capsule éjectable d'une masse de 1 360 kg contenant deux sièges côte-à-côte[2] ;
- Trois des quatre prototypes Rockwell B-1A disposaient également d'une cabine éjectable. Ils possédaient une capsule d'« environ la taille d'un mini-van »[3], qui éjectait en une fois les quatre membres d'équipage.

## Conception et développement

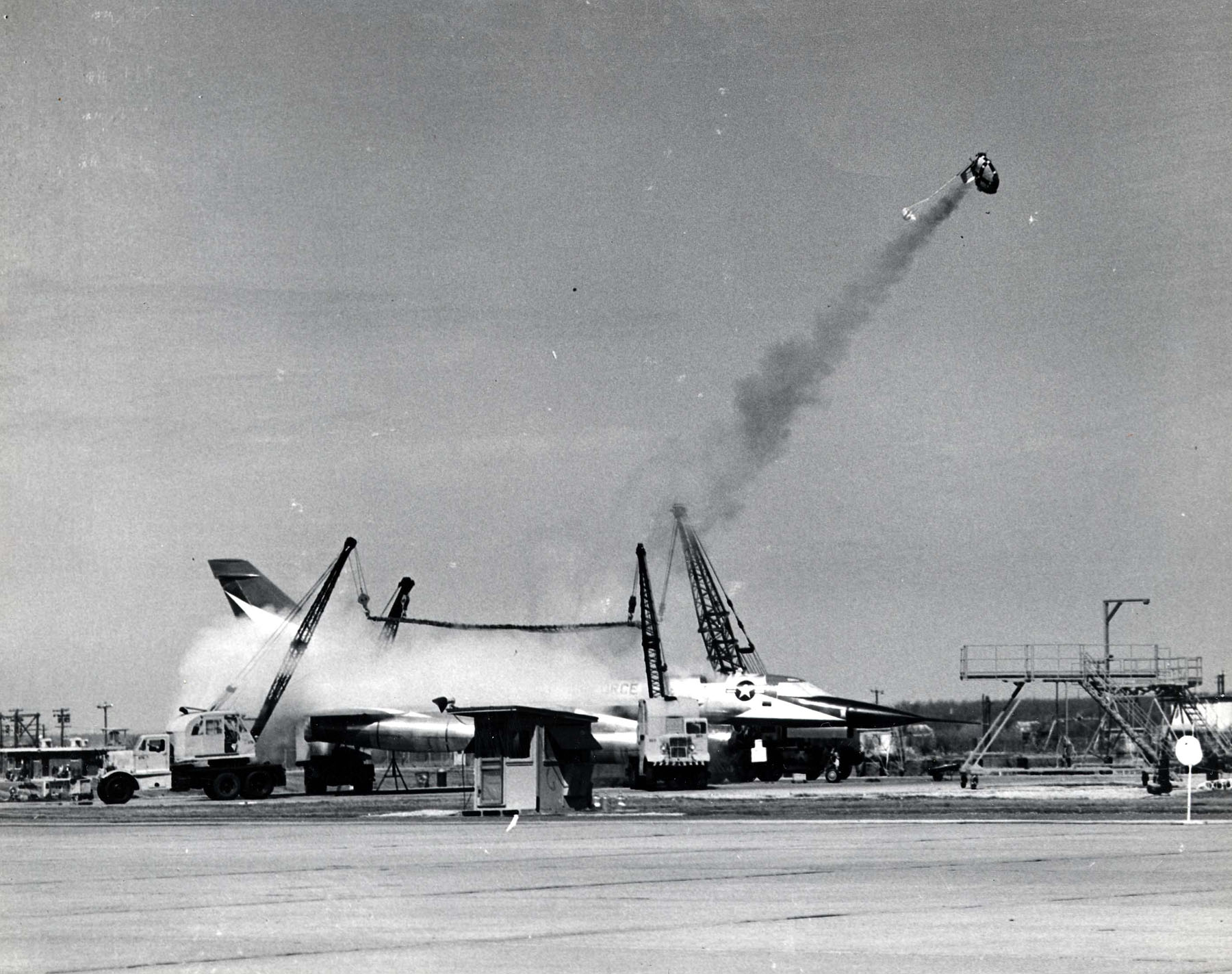
Essai statique d'éjection d'une capsule de B-58 sur le XB-58 portant le numéro de série 55-0661.

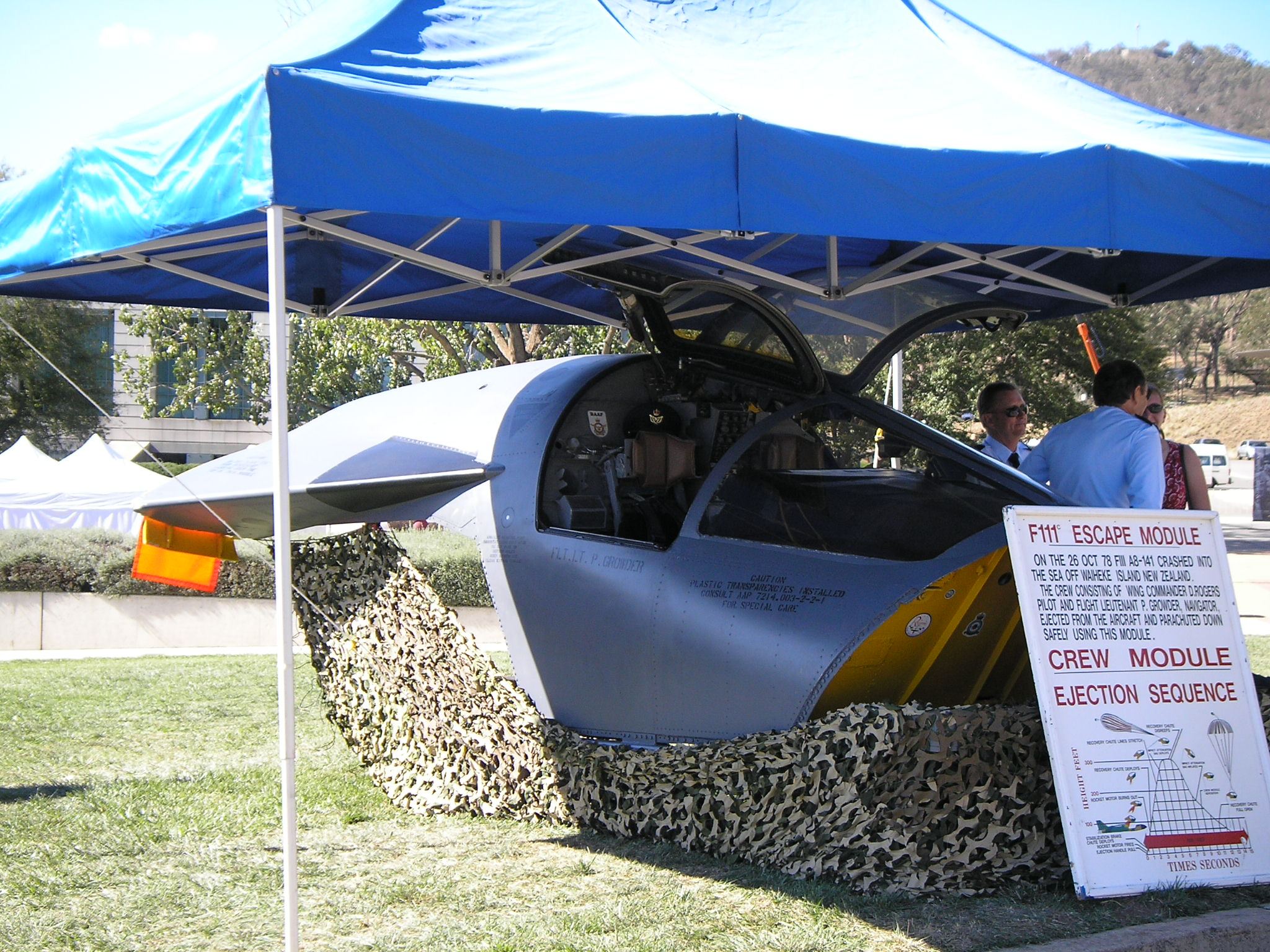
Le cockpit éjectable d'un de la Royal Australian Air Force. Celui-ci sauva la vie de son équipage après un incendie en vol, près d'Auckland, le 25 octobre 1978.

Les tout premiers développements en matière de capsules de sauvetage de type « cockpits éjectables » prirent place au sein de l'Allemagne nazie, développé à la fois par Heinkel Flugzeugwerke et par l'Institut allemand de recherche pour le vol à voile, le DFS (en Deutsche Forschungsanstalt für Segelflug). Heinkel produisit le premier avion de combat doté d'un siège éjectable, le Heinkel He 219. Le DFS fit voler l'avion-fusée Heinkel He 176 — premier avion au monde à prendre l'air propulsé uniquement par un moteur-fusée à ergols liquides, en juin 1939 — et le planeur DFS 228, ces deux avions disposant d'un nez éjectable.
Le concept britannique d'avion d'essais supersonique Miles M.52 devait employer une capsule éjectable à l'avant de l'appareil. L'avion ne dépassa pas le stade de la construction presque complète d'une cellule avant son annulation, en 1946, bien qu'une maquette télécommandée à l'échelle 1/3 parvint à franchir le mur du son en 1948.
La première tentative américaine de concevoir une capsule éjectable fut lors de la conception de l'intercepteur F4D Skyray, de l'US Navy. Elle fut testée en 1951 et 1952 mais ne fut jamais reprise sur l'avion de série. Le Bell X-2, conçu pour voler à des vitesses supérieures à Mach 3, pouvait éjecter son cockpit, même si le pilote devait encore trouver le moyen de s'en extirper puis d'ouvrir son propre parachute.
Le premier avion de série à recevoir un système de capsules éjectables fut le bombardier bi-sonique B-58 Hustler. Elle fut développée par la Stanley Aviation Company (en) pour Convair. La capsule était pressurisée, protégeait le pilote du vent relatif, et contenait de l'oxygène, des rations et des équipements de survie, ainsi que des dispositifs de flottaison,. Pendant les tests de la « Stanley Capsule », en 1962, une ourse noire nommé Yogi devint la première créature vivante à survivre à une éjection à vitesse supersonique. Ayant été éjectée à une vitesse de 1 367,9 km/h et une altitude de 35 000 pieds, elle se posa 7 minutes et 49 secondes plus tard, en bonne santé. Elle ne resta toutefois pas en vie bien longtemps, étant ensuite euthanasiée pour subir une analyse de ses organes internes à la suite de l'éjection.
En 1961, un concept resté sur le papier envisage pour le Vought F-8 Crusader une capsule éjectable dont l'ensemble du cockpit serait éjecté et disposerait de ses propres ailerons afin de la diriger et de la stabiliser avant le déploiement du parachute.
Les deux capsules éjectables de l'XB-70 Valkyrie ne fonctionnèrent pas correctement la seule fois où elles furent nécessaires. Le 8 juin 1966, le prototype AV/2 fut impliqué dans une collision aérienne avec un avion suiveur F-104 Starfighter. Le siège du major Carl Cross ne put pas se rétracter vers l'arrière à l'intérieur de la capsule à cause des fortes accélérations produites par l'avion, qui décrivait des spirales vers l'arrière. Il mourut dans l'accident. Le siège du major Alvin S. White parvint à se rétracter, mais son coude dépassait de la capsule et empêchait le système de refermer la « coquille » de protection. Il dut se démener pour libérer son coude coincé dans le mécanisme. Une fois les volets de la coquille libérés de tout obstacle, la capsule s'éjecta de l'avion et revint au sol sous un parachute, comme prévu. À cause de la douleur et de la confusion pendant l'incident, White ne parvint pas à déclencher les sacs gonflables à activation manuelle, qui auraient normalement permis d'amortir l'atterrissage de la capsule. Lorsque celle-ci percuta le sol, White fut soumis à une accélération estimée à une valeur entre 33 et 44 g (entre 320 et 430 m/s2). Il reçut des blessures sévères mais survécut,.
Au cours des années 1960 et 1970, les F-111 et B-1A mirent en avant la méthode de l'éjection de l'intégralité du fuselage avant comme moyen d'évacuation d'urgence. L'équipage reste assis à l'intérieur de sa cabine, débarrassé des harnais de parachutes encombrants, tandis qu'une poussée de 120 kN produite par des moteurs-fusées écarte le module du reste de l'avion. Un seul parachute, de grandes dimensions, freine la descente de la capsule vers le sol. À l'atterrissage, un système d'airbags amortit le contact avec le sol. Dans l'éventualité d'un amerrissage, les airbags assurent également le rôle de sacs de flottaison. D'autres airbags peuvent être activés pour retourner la capsule dans le bon sens, une fois celle-ci arrivée dans l'eau — comme sur la capsule Apollo —, ou un airbag additionnel peut être sélectionné pour améliorer la flottabilité de l'ensemble. Avec le mouvement d'une épingle à la base du manche à balai du pilote, une pompe de cale peut être activée et de l'air supplémentaire soufflé dans les airbags.
Trois des quatre prototypes B-1A étaient dotés d'une capsule éjectable unique pour les membres d'équipage, contenant un moteur-fusée et trois parachutes. Pour le quatrième prototype et le B-1B, le système fut remplacé par des sièges éjectables conventionnels. Une source affirme que la raison de ce retour à l'« ancienne méthode » serait « l'inquiétude au sujet de l'entretien des composants pyrotechniques du système », alors qu'une autre affirme que ce choix fut fait « pour économiser de l'argent et du poids ». Le 29 août 1984, le prototype no 2 du B-1A s'écrasa et sa capsule fut éjectée à basse altitude, à environ 500 m du sol. L'un des élévateurs des parachutes ne se déploya pas correctement et la capsule percuta le sol avec le nez pointé vers le bas, empêchant les airbags de jouer leur rôle d'amortisseurs. L'un des trois membres d'équipage, le pilote d'essais en chef de Rockwell Doug Benefield, succomba aux blessures consécutives à l'impact avec le sol,,,.

## Sièges éjectables ou capsules éjectables?
Kelly Johnson, fondateur des « Skunk Works » chez Lockheed et concepteur des familles d'avions-espions U-2 et SR-71 Blackbird, exprima son point de vue sur les capsules de sauvetage pendant le développement du système de sauvetage de l'YF-12A :
« Nous nous sommes fixés un objectif très ambitieux en fournissant des systèmes d'évacuation d'équipage. Nous étions déterminés à concevoir un système qui soit bon à partir d'une vitesse nulle au sol et sur toute la largeur du domaine de vol, avec des vitesses atteignant plus de Mach 3 à 100 000 pieds. Nous avons atteint tous nos objectifs de conception… Je n'ai jamais été convaincu qu'une capsule éjectable soit nécessaire pour autre chose qu'une rentrée atmosphérique à grande vitesse depuis l'espace. Notre système d'évacuation, en y regardant bien, fournit une capsule de sauvetage, la combinaison pressurisée, qui est largement capable d'endurer les vitesses et les températures potentiellement rencontrées dans le futur proche des avions pilotés. »
— Jay K. Miller, Lockheed Martin's Skunk Works: The Official History.
Au lieu d'utiliser des capsules éjectables, les pilotes de SR-71 et U-2 portaient des combinaisons pressurisées pour les éjections à haute altitude. Elles étaient également résistantes à la chaleur, et les membres d'équipage des SR-71 pouvaient théoriquement survivre à la forte chaleur subie lors d'une éjection à Mach 3.

## Sur les sous-marins

Schéma d'un sous-marin de Classe Iassen, la capsule éjectable se trouve au chiffre 11

On rencontre également des capsules éjectables sur des sous-marins, par exemple sur les sous-marins russes des classe Sierra, classe Oscar et classe Iassen. La capsule se rapproche du principe de la bathysphere.